# ダブルドライブ
『ダブルドライブ』は、井上陽水奥田民生の2枚目のオリジナル・アルバム。2007年2月21日、フォーライフとSME Recordsから発売。

## 概要
『ショッピング』以来、10年ぶりのアルバム。

## 収録曲
全作詞・作曲：井上陽水・奥田民生
1. アウトバーンの狼
2. パラレル・ラブ
3. HIROSHIMA
4. 海の中道
5. パスタ・セレナーデ
6. 京都に電話して
7. 恋はハーモニー
8. 砂漠のデザート
9. 羽飾りMOKKO
10. にじむ虹
11. 神の技
12. クリスマス・バニラシェイク
13. 南国の雪

## 参加ミュージシャン
アウトバーンの狼
- 井上陽水：Vocal
- 奥田民生：Vocal, Guitars
- 小原礼：Bass
- 沼澤尚：Drums
- 松雪泰子, Leyona：Background Vocal

パラレル・ラブ
- 井上陽水：Vocal
- 奥田民生：Vocal, Guitars, Percussion
- 小原礼：Bass
- 沼澤尚：Drums

HIROSHIMA
- 奥田民生：Vocal, Guitars
- 小原礼：Bass
- 沼澤尚：Drums
- 斎藤有太：Keyboard

海の中道
- 井上陽水：Vocal
- 奥田民生：Guitars, Percussion, Background Vocal
- 小原礼：Bass, Background Vocal
- 沼澤尚：Drums, Background Vocal
- 斎藤有太：Keyboard
- つじあやの：Background Vocal

パスタ・セレナーデ
- 奥田民生：Vocal, Guitars
- 小原礼：Bass
- 沼澤尚：Drums
- 斎藤有太：Keyboard

京都に電話して
- 井上陽水：Vocal
- 奥田民生：Vocal, Guitars, Percussion
- 小原礼：Bass
- 沼澤尚：Drums

恋はハーモニー
- 井上陽水：Vocal
- 奥田民生：Vocal, Guitars, Percussion, Handclap
- 小原礼：Bass
- 沼澤尚：Drums, Handclap
- 佐藤タイジ （THEATRE BROOK）, 松雪泰子, Leyona：Handclap

砂漠のデザート
- 井上陽水：Vocal
- 奥田民生：All Other Instruments
- 斎藤有太：Keyboard

羽飾りMOKKO
- 奥田民生：Vocal, Guitars, Percussion
- 小原礼：Bass
- 沼澤尚：Drums
- 斎藤有太：Keyboard

にじむ虹
- 井上陽水：Vocal
- 奥田民生：Vocal, Guitars, Percussion
- 小原礼：Bass, Harmony
- 沼澤尚：Drums, Harmony

神の技
- 井上陽水：Vocal, Blues Harp
- 奥田民生：Vocal, Guitars, Percussion
- 小原礼：Bass
- 沼澤尚：Drums
- NARGO （東京スカパラダイスオーケストラ）：Trumpet
- 北原雅彦 （東京スカパラダイスオーケストラ）：Trombone
- GAMO （東京スカパラダイスオーケストラ）：Saxophone

クリスマス・バニラシェイク
- 井上陽水：Vocal
- 奥田民生：Vocal, Guitars, Percussion
- 小原礼：Bass
- 沼澤尚：Drums, Background Vocal
- 斎藤有太：Piano
- 森俊之：Hammond B-3
- 佐藤タイジ （THEATRE BROOK）：Guitars, Background Vocal
- 松雪泰子, Leyona：Background Vocal

南国の雪
- 井上陽水：Vocal
- 奥田民生：Guitars, Harmony
- 小原礼：Bass
- 沼澤尚：Drums